# Addeboy vs Cliff
Addeboy vs Cliff är en svensk producent- och artistduo.
Addeboy vs Cliff består av Andreas Broberger och Hannes Lindgren, båda uppvuxna i Holmsund. Duon har bland annat producerat Adam Tenstas hitlåtar My Cool och They Wanna Know som båda finns med på skivan It's a Tensta Thing och som utsågs till Årets Dans/Hip-Hop/Soul vid 2007 års Grammis-gala. My Cool har även fått utmärkelsen Årets Låt vid SMFFs prisgala Musikförläggarnas Pris.